# Rimae Darwin
Le Rimae Darwin sono una struttura geologica della superficie della Luna.